# Tepanje
Tépanje je naselje v Občini Slovenske Konjice.
K naselju spada tudi zasel Novo Tepanje ter samo imensko Tepanjski Vrh.
Prebivalci Tepanja se imenujejo Tepanjčani (in ne Tepanjci) saj so domačini tudi lastniki lokalnih toponimov, ki so jih, zgodovinsko gledano, tudi sami ustvarili, s tem pa tudi poimenovanja krajanov, torej sebe, neoziraje se na veljavna pravopisna pravila. Pravilno sklanjanje imena naselja je edninsko: v oz. pri Tepanju, iz Tepanja, med Tepanjem in ne v Tepanjih, med Tepanjami, kot se občasno pojavlja v medijih. 

## Zgodovina
V knjigi Historična topografija slovenske Štajerske in jugoslovanskega dela Koroške do leta 1500, je avtor Pavle Breznik zapisal, da je bilo srednjeveško naselje Tepanje v zgodovinskih virih prvič omenjeno 10. aprila 1301 z imenom Tvephen, leta 1305 kot Tiepanach, 1306 kot Tiuphen, leta 1484 kot Tipanach, leta 1492 pa kot Diepenach. Mlajše oblike zapisa naselja so Dorf Tepan, Tepinadorf, vendar viri časa nastanka uradne uporabe teh imen niso znani. Leta 1880 je bilo v Zemljiški knjigi Slovenske Konjice ime katastrske občine Tepanje zapisano kot Tepina, na katastrskem načrtu iz 1905 pa ime Tepinadorf prečrtano in nadomeščeno z imenom Tepanje. 
Ob koncu 19. stoletja je v konjiško nadžupnijo in dekanijo spadala tudi tedanja Občina Tepanje, v kateri so bile združene vasi Tepanje, Perovec, Tepanjski Vrh, Dobrnež in Vešenik. Nekaj hiš na drugi strani potoka Oplotniščica je spadalo pod župnijo Prihova.
Za razvoj, industrializacijo  ter urbanizacijo naselja gredo zasluge nekdanjemu častnemu občanu Slovenskih Konjic Antonu Ofentavšku.

## Promet
Precej razloženo naselje se razteza ob magistralni cesti Celje - Maribor, v bližini potoka Oplotniščica. Na jugozahodni strani naselja se v krožišču odcepi cesta proti Žičam in do priključka oz. uvoza/izvoza Slovenske Konjice  Avtoceste A1.

## Šolstvo
V 19. stoletju so vsi otroci iz Tepanja obiskovali petrazredno osnovno šolo v Konjicah, kar pa je bilo zaradi oddaljenosti težavno, pa tudi šola je bila prenapolnjena. Tedanji deželni šolski svet v Gradcu je dovolil gradnjo lastne dvorazredne šole, hkrati je bilo sistemizirano eno nadučiteljsko in eno podučiteljsko mesto. Leta 1891 so ustanovili krajni šolski odbor. Novo šolsko poslopje je bilo zgrajeno do jeseni 1893, slovesno odprta pa je bila šola 28. marca 1894.